# Otto Hahn (Tierfilmer)
Otto Hahn (* 6. November 1935 in Frickenhausen; † 11. Juli 2023) war ein deutscher Tier- und Naturfilmer, Kameramann, Fotograf, Buchautor und Erfinder.

## Leben und Wirken
Otto Hahn wuchs in Frickenhausen bei Nürtingen auf. In Frickenhausen war er ab Ende der 1950er Jahre als Konstrukteur für den Maschinenbau tätig. In einem eigenen Konstruktionsbüro arbeitete er unter anderem für Daimler-Benz, aber auch an eigenen Erfindungen. 1965 verlegte er seinen Firmen- und Wohnsitz nach Bopfingen. Otto Hahn erhielt unter anderem Patente für den elektrisch verstellbaren Außenspiegel, für eine Schnellbefestigung von Kameras auf Stativen und 1969 für photovoltaische Dachelemente. 
Otto Hahn hatte Ende der 1950er Jahre begonnen, Filme zu drehen. Im Lauf der 1970er Jahre wandte er sich ganz dem Filmemachen und der Fotografie zu. Insgesamt entstanden 128 Tier- und Naturfilme, die in mehr als 60 Ländern ausgestrahlt wurden.

## Auszeichnungen (Auswahl)
- 1988 – Walter-Schall-Preis (2. Preis) der Gesellschaft für Naturkunde in Württemberg „für seine Untersuchungen zur Ökologie und Physiologie des Igels“[2][3]
- 1996 – Prix de la Ville de Bâle für den besten europäischen Schulfernsehfilm „Das Huhn von Frau Hahn“[2][4]
- 1998 – Sonderpreis zum Umweltmedienpreis der Deutschen Umwelthilfe[2][5]

## Bücher
- Storch mit Familienanschluss. Spectrum-Verlag, Stuttgart [u. a.] 1971, ISBN 3-7976-1092-0.
- Der Weißstorch. Schwarze Aussichten für den weißen Storch. Neumann-Neudamm, Melsungen 1984, ISBN 3-7888-0432-7.
- Der Igel. Liebenswertes Stacheltier. Herder, Freiburg im Breisgau [u. a.] 1986, ISBN 3-451-20771-0; Neuauflage u. d. T. Der Igel. Allein Wissen hilft schützen! Wittgenstein-Verlag, Huisheim 2014, ISBN 978-3-944354-21-7.
- Feuerberge. Herder, Freiburg im Breisgau [u. a.] 1987, ISBN 3-451-21001-0.
- Notruf aus der Arche. Ein alarmierender Report über die Vernichtung der belebten Natur. Birkhäuser, Basel [u. a.] 1990, ISBN 3-7643-2410-4 (mit Heidi Hahn).
- Warten auf den großen Augenblick. Höhepunkte im Leben eines Tier- und Naturfilmers. Federkultur, Frankfurt am Main 2012, ISBN 978-3-937446-59-2.
- Fakten, nichts als Fakten! Keine globale Erwärmung! Globale Verdummung und Abzocke! Wittgenstein-Verlag, Huisheim 2014, ISBN 978-3-944354-19-4.